# Uppsats
En uppsats är en facklitterär utredande text, som mestadels förekommer inom högre utbildning, och är skriven av en eller flera studenter efter en självständig undersökning av ett ämnesområde, och vars innehåll "i princip ska leva upp till de krav och kriterier som gäller för vetenskaplig text". Uppsatsen ligger både stilmässigt och innehållsligt nära promemorian, rapporten och avhandlingen, och den struktureras vanligtvis enligt IMRAD. Omfångskrav och kvalitetskriterier på uppsatsen varierar efter utbildningsnivå och utbildande institution.
Termen uppsats används ibland även som synonym till essä, och kan då även åsyfta skönlitterärt innehåll. Denna användning är framförallt vanlig inom högstadie- och gymnasieskolan.

## Uppsatser på svenska högskolor och universitet
Vid svenska högskolor och universitet krävs att studenter skriver en uppsats eller annat större självständigt arbete för att ta en examen på grund- eller avancerad nivå. Detta examenskrav anges i högskoleförordningens lärandemål. Uppsatsarbetet utgör vanligtvis en separat kurs. Uppsatsen kan kallas "examensarbete" eller "självständigt arbete". Benämningen "examensarbete" är vanligare för yrkesexamen och inom tillämpade forskningstraditioner, där arbetet görs för en uppdragsgivare, exempelvis näringslivet, en myndighet eller en forskare, och redovisas med en examensrapport av liknande karaktär som en uppsats. Kortare dokument som del i kurs kallas istället pm eller projektrapport.
Tidigare har det varit vanligt att skriva uppsatser på varje avklarad nivå (A-D) medan det numera förekommer framförallt innan examen, exempelvis 7,5 högskolepoäng B-uppsats (numera grundnivå) inför tvåårig högskoleexamen, 15 högskolepoäng kandidatuppsats på C-nivå (numera grundnivå) inför kandidatexamen, och 15 eller 30 högskolepoäng magisteruppsats eller masteruppsats (tidigare D-uppsats) inför examen på avancerad nivå. Uppsatser på Y-nivå[källa behövs] motsvarar uppsatser som ej ligger inom A-E-fördjupningsnivåer och i de flesta fall kommer att motsvara ett arbete för yrkesexamina. För forskarstuderande kallas uppsatsen i stället för avhandling. Denna kan antingen vara en sammanhängande monografi, en sammanläggningsavhandling bestående på tidigare publicerade forskningsartiklar med inledande kappa (ett antal sammanfattande kapitel), eller (främst i Finland) en essäavhandling bestående av flera tidigare opublicerade essäer eller uppsatser.

## Uppsatser inom andra delar av det svenska utbildningsväsendet
På grundskole- och gymnasienivå förekommer uppsatsskrivning som övningsmoment och examinerande moment i diverse kurser. På grundskolan används uppsatsskrivning främst för att utveckla och pröva språkhantering i svenska och engelska, medan man på gymnasiet även prövar argumentationsteknik och/eller sakkunskaper inom specifika ämnen. I grund- och gymnasieskolan är en uppsats vanligen en kortare essä som skrivs på begränsad tid som salsskrivning, men kan också vara en redovisning av grupparbeten bestående av egen forskning som bedrivits under längre tid. Den projektrapport som skrivs under gymnasiets avslutande projektarbete, tidigare benämnt specialarbete, som ingår i de nationella utbildningsprogrammen, har liknande karaktär som högskolevärldens pm, examensrapporter och uppsatser. År 2011 ersattes projektarbetet av ett gymnasiearbete om 100 gymnasiepoäng. Denna gymnasieuppsats eller rapport ska ha en tydlig koppling till elevens hela utbildning.